# Estisch
Het Estisch (eesti keel) is de officiële taal van de republiek Estland. De taal, die ook Estlands of Ests wordt genoemd, heeft ongeveer 1 miljoen sprekers. Daarmee is het, na het IJslands en Maltees, de op twee na kleinste taal in Europa die op alle niveaus (wetgeving, rechtspraak, wetenschap, literatuur) gebruikt wordt.

## Positie
Het Estisch behoort tot de Finoegrische talen en binnen die familie tot de Oostzeefinse talen. Tot die groep talen, die rond de Finse Golf worden gesproken, behoort ook het Fins, een taal die de meeste Esten zonder veel moeite kunnen verstaan. Omgekeerd geldt dat trouwens minder: behalve de verwantschap tussen de talen speelt ook het feit dat de Esten vertrouwd zijn met het Fins een rol, bijvoorbeeld doordat ze steeds de Finse televisie konden ontvangen en doordat Estland druk wordt bezocht door Finse toeristen.
Het Estisch is niet verwant met het Lets of het Litouws – dit zijn Baltische of, nog beter, Oost-Baltische talen – en evenmin met het Slavische Russisch.
Het Estisch heeft van alle omringende talen invloed ondergaan. Er zijn oude Germaanse, Baltische en Slavische leenwoorden uit de tijd dat de Oostzeefinse familie nog één taal vormde (voor het begin van de jaartelling), bijvoorbeeld de woorden rand (strand, Germaans), sild (brug, Baltisch) en aken (raam, Slavisch). Jonger is het grote aantal leenwoorden uit het Nederlands, de taal van de Oost-Europese hout- en graanhandel, die gedurende de 16e en 17e eeuw ferm in Nederlandse handen was. Zodoende zijn er veel Vroegnieuwnederlandse leenwoorden overgenomen in het Estisch en aangezien de Estische spellingsregels op sommige punten overeenkomen met de Nederlandse, is er een groot aantal woorden die in het Nederlands en in het Estisch identiek zijn, bijvoorbeeld: klooster, kaart, kroon, kraan en kelder. Andere wijken een beetje af, maar zijn toch heel herkenbaar: hoov (hof), triikima (strijken), pott (pot) en pann (pan). Voor de Nederlandse invloed was er ook een invloed van het Nedersaksisch (de taal van de Hanze), maar deze invloed is niet zo sterk geweest op het Estisch als bijvoorbeeld op het Zweeds en het Noors. Toch is 15% van alle leenwoorden in het Estisch van Nedersaksische afkomst. Het aantal Russische leenwoorden (uit de 20e eeuw) is vrij beperkt. Wel is de invloed van het Engels tegenwoordig groot. Het Estisch heeft minder dan het Fins de neiging om eigen, puristische woorden te gebruiken voor nieuwe zaken (telefon, instituut, maar wel arvuti voor computer).

## Karakteristiek voor het Estisch
- Het Estisch gebruikt het Latijnse alfabet, aangevuld met de klinkertekens ä, ö, ü en õ. Het laatste teken staat voor een typisch Estische klinker, die wordt gevormd door de tong te plaatsen alsof een o wordt uitgesproken en daarbij de lippen te spreiden. De klanken [ʃ] (sh) en [ʒ] (de g in giraffe) komen enkel voor in leenwoorden, en worden respectievelijk š en ž geschreven.
- Zowel de klinkers als de medeklinkers kunnen kort, lang en overlang zijn. In de spelling wordt grotendeels alleen de tegenstelling kort versus lang weergegeven en wel door de letter dubbel te schrijven: sada 'honderd' vs. saada 'krijgen' en kana 'kip' vs. kanna 'draag!'.
- Het Estisch gebruikt vaak naamvallen (14 in totaal), waar Indo-Europese talen liever voorzetsels gebruiken: käes 'in de hand', Eestisse 'naar Estland'.
- Er is geen verschil tussen woorden die naar iets mannelijks of vrouwelijks verwijzen; tema betekent zowel 'hij' als 'zij'. De afgekorte vorm ta wordt in het algemeen vaker gebruikt.
- Na een telwoord volgt het enkelvoud. De bijbehorende naamval is de partitief, een naamval die oorspronkelijk een deel van iets uitdrukt (vergelijkbaar met het delend lidwoord in het Frans en Italiaans).
- Medeklinkers in woorden ondergaan lenitie (i.e. veranderen, verkorten of verdwijnen) als ze deel uitmaken van een gesloten (of: oorspronkelijk gesloten) lettergreep: tiib 'vleugel' vs. tiival 'aan de vleugel'.
- Er zijn geen lidwoorden.
- Het Estisch vermijdt medeklinkerclusters aan het begin van woorden: strand wordt zo rand.

Bovenstaande eigenschappen deelt het Estisch met het Fins en met de meeste andere Finoegrische talen.

### Verschillen tussen Estisch en Fins
- Estisch kent geen klinkerharmonie. Wel kunnen na de eerste lettergreep maar 4 klinkers voorkomen: a, e, i en u (als variant soms o).
- Het Estisch heeft meer tweeklanken dan het Fins, zoals äe en ea. Het heeft echter niet de typische Finse openende tweeklanken ie, yö en uo, deze zijn in het Estisch nog behouden als ee, öö en oo. Vergelijk Fins kieli, syödä en juoda met Ests keel, sööma en jooma.
- Klinkers kunnen in verbogen vormen veranderingen ondergaan: madu 'slang' vs. mao 'van de slang' (u wordt o, vergelijk Fins mato en madon), rida 'ruzie' vs. rea 'van de ruzie' (i wordt e, vergelijk Fins riita en riidan).
- Waar in het Fins bezit wordt uitgedrukt door een uitgang achter het woord, gebruikt het Estisch een vorm van het persoonlijk voornaamwoord: Fins käteni = Estisch mu käsi 'mijn hand'. In de Finse spreektaal wordt echter ook wel mun käsi gebruikt.
- Er is een groot aantal werkwoordsvoorvoegsels, vergelijkbaar met die in het Nederlands: kandma 'dragen': ette kandma 'voordragen'.
- Er zijn twee vormen voor de infinitief, de da-infinitief en de ma-infinitief:  ma tahan saada  'ik wil krijgen' vs. ma pean saama 'ik moet krijgen' (saama/saada = krijgen). Deze komen overeen met de Finse eerste en derde infinitief, maar de Finse derde infinitief komt niet onverbogen voor en in het Estisch wel. In tegenstelling tot het Fins wordt de ma-infinitief gebruikt als opzoekvorm in woordenboeken.